# Barbula convoluta

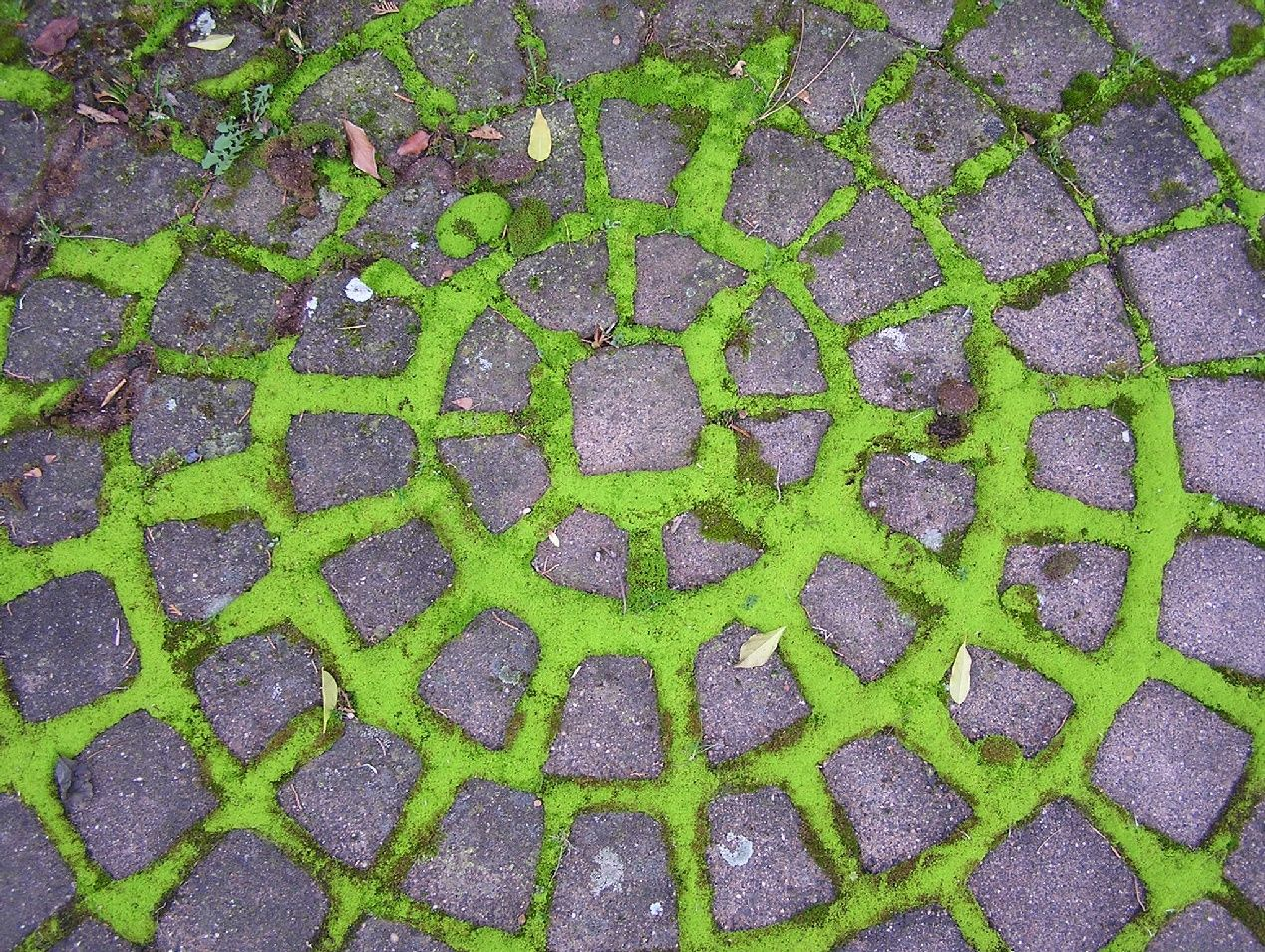
Barbula convoluta als Pflasterritzenbewuchs.

Barbula convoluta ist eine Moosart, die auf Erde oder übererdetem Gestein wächst und in Mitteleuropa weit verbreitet und häufig ist. Der wissenschaftliche Name würde im Deutschen ungefähr Zusammengerolltes Bärtchenmoos bedeuten.

## Beschreibung
Die Art bildet lockere bis dichte, auffällig gelbgrün leuchtende Polster oder Rasen. Die Pflanzen werden ungefähr 1 cm, manchmal auch bis 2 cm hoch. Zumindest dichtere Polster sind im Grund dunkelbraun rhizoidfilzig.
Die Blätter sind eiförmig lanzettlich bis fast zungenförmig. In trockenem Zustand sind sie schwach, aber deutlich verbogen, in feuchtem Zustand aufrecht abstehend. Der Blattrand ist flach oder höchstens am Grund eingerollt. Allerdings sind die Perichaetialblätter auf der ganzen Länge schlauchförmig eingerollt.
Die Art kann sich durch Rhizoidgemmen, die im Rhizoidfilz gebildet werden, vegetativ vermehren.
Die leicht gekrümmten Kapseln sitzen auf einer gelben Seta. Die Peristomzähne sind dreimal linksherum gewunden.

## Verbreitung und Standortansprüche
Die Art ist kosmopolitisch verbreitet.
Sie wächst auf Erde, übererdetem Gestein oder alten Mauern, wobei sie kalkhaltiges Substrat bevorzugt. Zusammen mit Ceratodon purpureus dringt sie bis in die Innenstädte vor, wo sie beispielsweise in Pflasterritzen, an Ruderalstellen oder an Wegrändern Massenbestände bilden kann.